# Patrick Kronenberger
Patrick Kronenberger (ur. 18 czerwca 1990 roku) – niemiecki kierowca wyścigowy.

## Kariera
Kronenberger rozpoczął karierę w wyścigach samochodowych w 2006 roku od startów w Formule BMW ADAC. Z dorobkiem ośmiu punktów uplasował się tam na 16 pozycji w klasyfikacji generalnej. W późniejszych latach pojawiał się także w stawce Włoskiej Formuły Renault oraz Europejskiego Pucharu Formuły Renault 2.0.

## Statystyki
| Sezon | Seria                                 | Zespół                | Wyścigi | Zwycięstwa | PP | NO | Podium | Punkty | Pozycja |
| ----- | ------------------------------------- | --------------------- | ------- | ---------- | -- | -- | ------ | ------ | ------- |
| 2006  | Formuła BMW ADAC                      | Josef Kaufmann Racing | 10      | 0          | 0  | 0  | 0      | 8      | 16      |
| 2007  | Włoska Formuła Renault                | RP Motorsport         | 14      | 0          | 0  | 0  | 0      | 31     | 19      |
| 2007  | Europejski Puchar Formuły Renault 2.0 | RP Motorsport         | 4       | 0          | 0  | 0  | 0      | 0      | NS      |
| 2008  | Włoska Formuła Renault                | Facondini Racing      | 14      | 2          | 2  | 2  | 2      | 196    | 7       |
| 2009  | Europejski Puchar Formuły Renault 2.0 | iQuick Valencia       | 12      | 0          | 0  | 0  | 0      | 15     | 14      |